# Fabien De Waele
Fabien De Waele, nascido a 19 de maio de 1975 em Oudenaarde, é um ciclista belga profissional de 1997 a 2003.

## Biografia
Sendo stagiaire com a equipa Lotto-Isoglass em 1996, Fabien De Waele ganhou nesse ano as suas duas primeiras vitórias como profissional. Em 1998, com a Lotto-Mobistar, impôs-se na Japan Cup. Em 2001 ganhou uma vitória na Paris-Nice e outra na Dauphiné Libéré.
Em 2002 alinhou pela equipa Mapei-Quick Step e conseguiu a sua vitória mais importante ao ganhar na Flecha Brabanzona.
Ao ano seguinte uniu-se ao Palmans-Collstrop onde disputou sua última temporada como ciclista profissional.

## Palmarés
1996
- Flecha Flamenga
- Circuito de Hainaut

1998
- Japan Cup

2001
- 1 etapa da Paris-Nice
- 1 etapa da Dauphiné Libéré
- 2º no Campeonato da Bélgica em Estrada

2002
- Flecha Brabanzona

## Resultados nas grandes voltas
| Carreira           | 1996 | 1997 | 1998 | 1999 | 2000 | 2001 | 2002 | 2003 |
| ------------------ | ---- | ---- | ---- | ---- | ---- | ---- | ---- | ---- |
| Giro d'Italia      | -    | -    | -    | -    | -    | -    | -    | -    |
| Tour de France     | -    | -    | -    | 108º | -    | Ab.  | Ab.  | -    |
| Volta a Espanha    | -    | -    | -    | -    | -    | -    | -    | -    |
| Mundial em Estrada | -    | -    | -    | -    | -    | -    | -    | -    |

-: não participa

Ab.: abandono